# Anacleto e la faina
Anacleto e la faina è un cortometraggio animato diretto e realizzato da Roberto Sgrilli nel 1942; oltre a essere uno dei primi cartone animati a colori prodotti in Italia, venne premiato alla 10ª Mostra internazionale d'arte cinematografica di Venezia.